# 坊津町
坊津町（ぼうのつちょう）は、鹿児島県の南部にあった町で、川辺郡に属した。
2005年（平成17年）11月7日、加世田市・笠沙町・大浦町・金峰町と合併して南さつま市となった。

## 地理
薩摩半島の南端に位置し、東シナ海に面する。リアス式海岸が続く。

### 隣接する自治体
- 加世田市、枕崎市
- 川辺郡大浦町、笠沙町

### 大字
秋目・久志・泊・坊の4つの大字が存在した。これらは1889年（明治22年）の町村制施行時に成立した西南方村（後述）を構成した旧自然村である。
大字秋目は大浦町を挟んだ飛地となっていた。

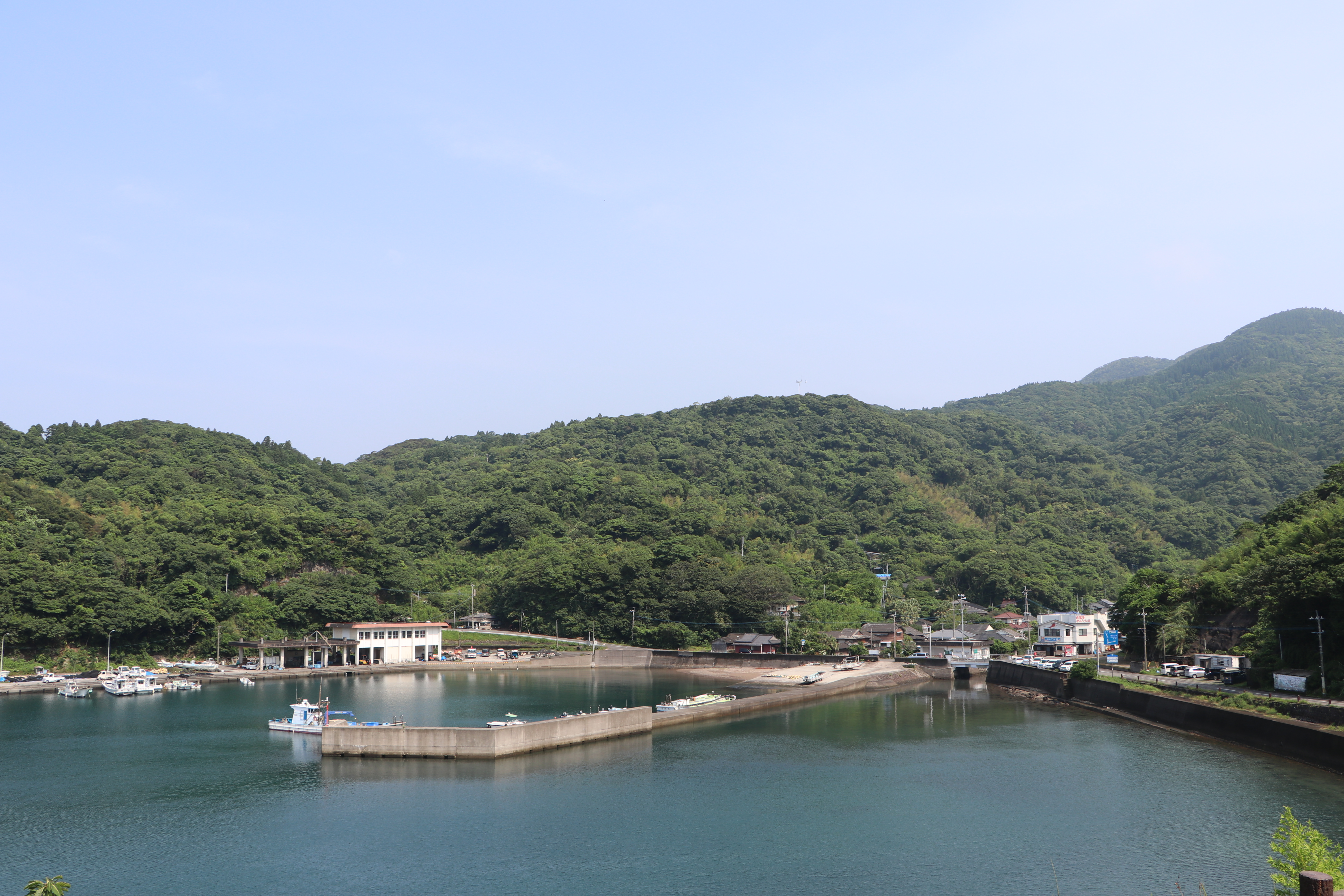
大字秋目
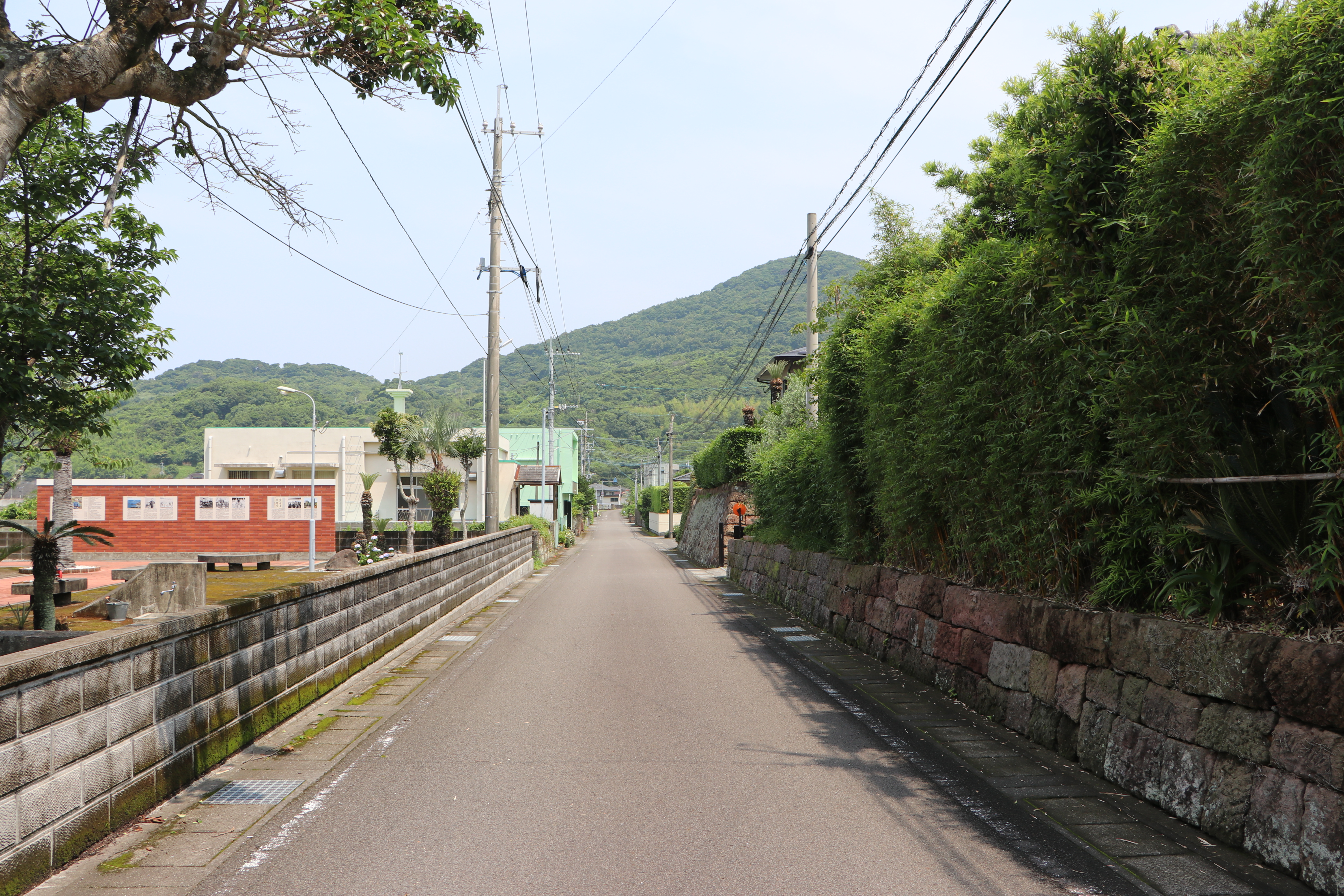
大字久志
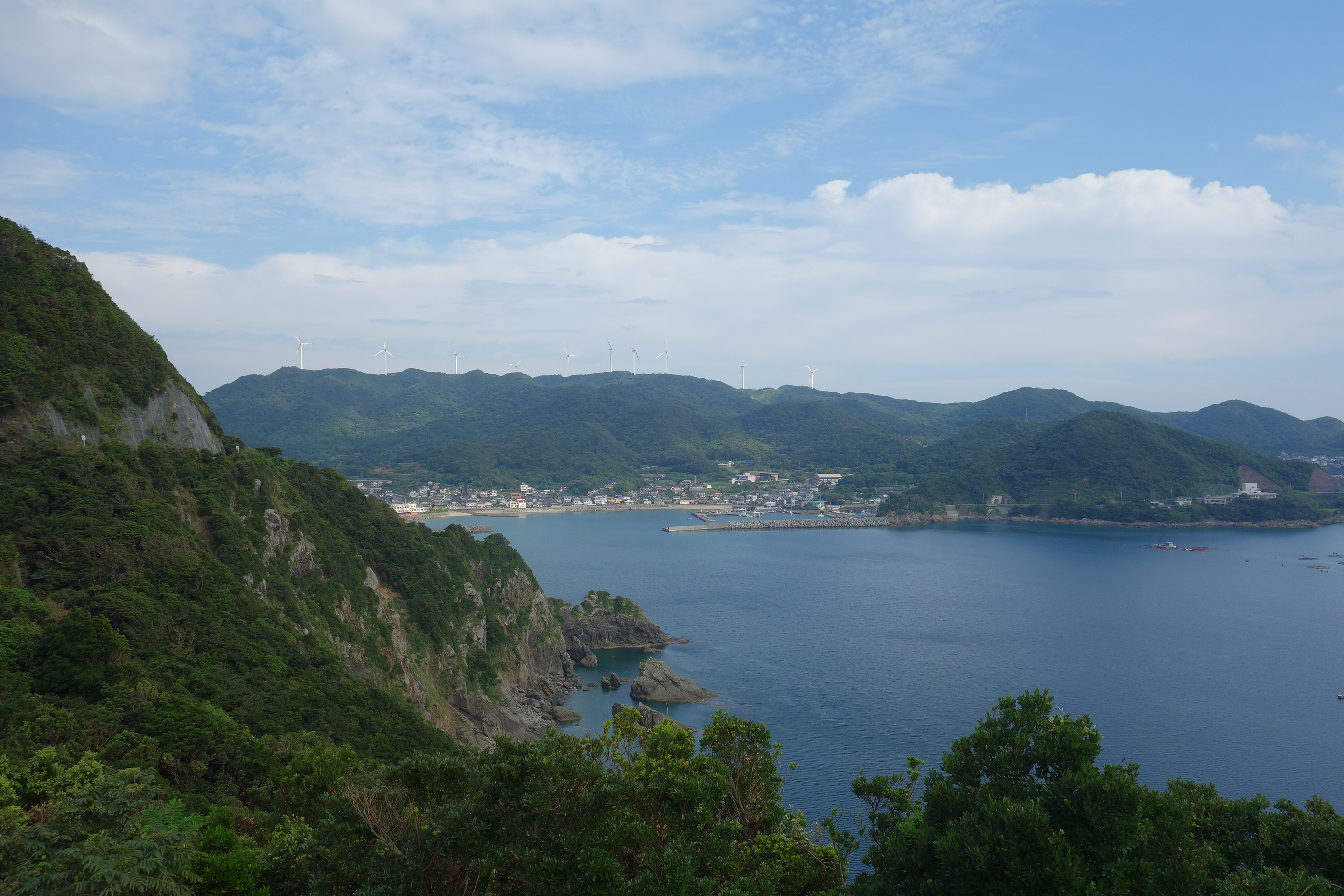
大字泊
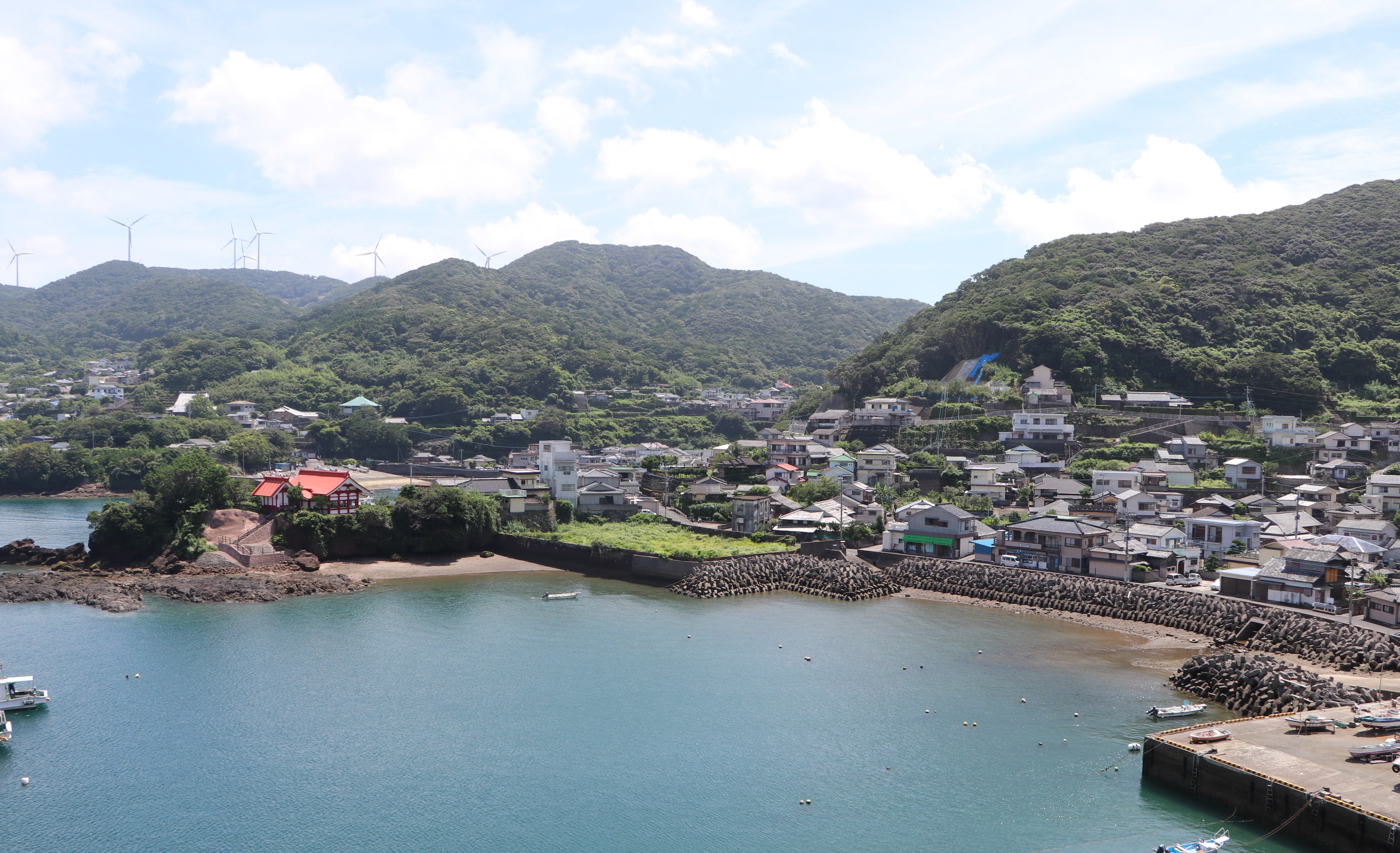
大字坊

2005年に加世田市等1市4町の新設合併により設置された南さつま市となり、合併協議会の協議により旧坊津町の大字については「現行の町名を現行の大字に冠したものとする」とされ、従来の大字名に自治体名である坊津町を冠称したものを大字名とすることなり、合併時に久志は「坊津町久志」、秋目は「坊津町秋目」、坊は「坊津町坊」、泊は「坊津町泊」にそれぞれ改称された。

### 島嶼
- 沖秋目島（大字秋目） - 秋目港から約4キロメートル沖合、野間岬から8キロメートルにある無人島である[5]。
- 鵜ノ島、双剣石、黒子島、松島、長瀬、雀島、赤瀬（大字坊）

## 歴史

### 先史時代
先史時代の坊津において、大字久志と大字泊において遺跡が出土している。久志には1958年（昭和33年）の道路建設時に発掘された縄文時代中期以降のものとみられる久志丸木浜遺跡が出土している。土器の破片には貝殻条痕と爪型文があり、口縁の断面は三角状で胎土に雲母を有していることから市来式土器であると「坊津町郷土誌」では断定している。丸木浜では縄文時代中期から弥生時代まで人々が生活していたとみられている。また、久志小学校跡地付近には弥生土器の破片が散布しており、これらは久志仁田川遺跡と呼ばれる。
また泊では平原遺跡が出土し、弥生土器と石斧の破片が発掘されている。清原遺跡は旧清原小学校跡地付近にあり、土器破片が田畑から発見されている。茅野遺跡は茅野集落にあり、石器と壺型土器が地中から発掘されたものである。

### 古代

#### 一乗院の創設と坊津

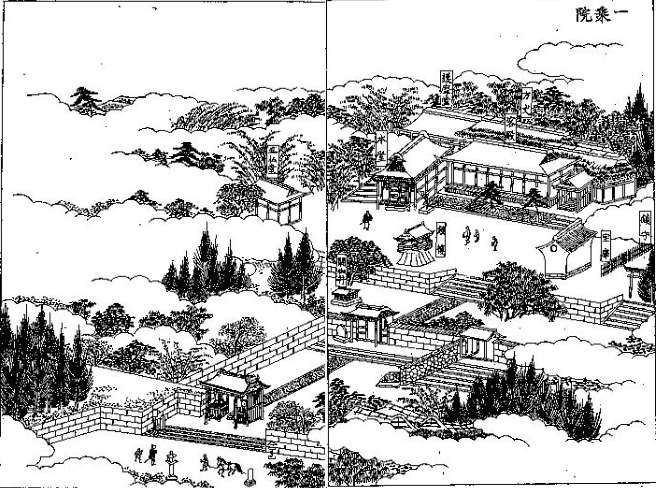
薩摩藩の地誌である三国名勝図会に収録されている一乗院の絵図

飛鳥時代の敏達天皇12年（583年）に百済の日羅がのちに一乗院となる鳥越山竜巌寺を坊津に設立したと伝えられている。長承3年（886年）11月3日に紀州の根来寺の別院として一乗院の称号を与えられた。その後一乗院は江戸時代になると薩摩藩藩主の島津氏の尊崇を受け、薩摩藩でも屈指の寺院となったが、明治2年（1870年）の廃仏毀釈により廃絶した。
舒明天皇2年（630年）頃に始まった遣唐使の派遣は、難波から朝鮮半島を経由する北路ルートと、博多から一気に東シナ海を横断する南路、坊津から琉球を経由する南島路を使用していた。しかし朝鮮を経由する北路ルートは新羅の興隆に伴って唐と新羅の関係が悪化したことにより、危険なルートとなったことで、坊津を経由する南島路が主流のルートとなったとされ、坊津は遣唐船の最盛期に日本の玄関口となり、「入唐道」とも呼ばれたという。但し、杉山宏の検討によると、存在が証明できないことが判明しており、気象条件等の問題により南路から外れた場合にやむを得ずとった航路と考えられ、南路を取って漂流した結果に過ぎず採用の事実はないとする説もある。

#### 鑑真の秋目上陸
天平5年（733年）に奈良の興福寺の僧侶普照と栄叡は、伝戒師を招聘するため坊津から唐に渡った。唐の僧侶であり、渡来後律宗の開祖となった鑑真の渡来の顛末を記した書である「唐大和上東征伝」には秋妻屋浦（秋目）に鑑真が漂着したことついて記載されている。同書の天平勝宝5年（753年）についての記述に、鑑真らが乗った第二船について「廿日、牛時、第二舟着薩摩国郡秋妻屋浦」と記載されており、その前後の記述によると12月18日（旧暦）に益救島（現在の屋久島）から太宰府を目指して出航したが、同月の20日（旧暦）に秋目浦（秋妻屋浦）に上陸（漂着）したとされている。「今昔物語集」第11巻にも鑑真が秋目浦に上陸した顛末が記載されている。秋目を出発した鑑真は大宰府を経て翌年の2月4日（旧暦）に奈良に到着したとされる。以降唐やその後の宋に向かう場合、坊津を出帆した者が多かったという。

### 中世

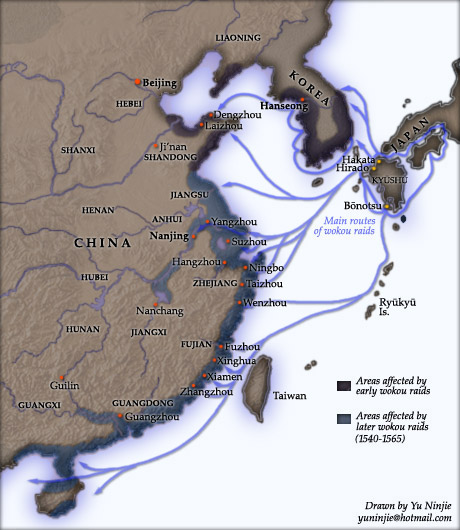
倭寇の活動地域。坊津も拠点の一つであった。

応永11年（1404年）から1世紀半に渡って行われた日明貿易に用いられた遣明船は、堺から博多、五島列島を経て明に向かう中国路と、堺から土佐沖、坊津、琉球を経て明に向かう南海路の2ルートがあり、当初は中国路のみが用いられていたが、第4次遣明船より南海路が主に用いられるようになった。またこの頃朝鮮半島や中国大陸沿岸で活動していた海賊である倭寇は、坊津を拠点の1つとしていたといわれている。
文禄元年（1592年）には豊臣秀吉の命を受けた長崎の商人である原田喜右衛門がドミニコ会の宣教師と共に久志港を出航しフィリピンのマニラに向かったとされる。文禄3年（1594年）に京都の公家近衛信輔は豊臣秀吉が朝鮮出兵のため朝鮮に向け兵を起こしたのに合わせて、自ら朝鮮半島に渡ろうとして、後陽成天皇と秀吉の怒りを買い、坊津に3年間の配流となった。しかし近衛家は薩摩の島津氏とは縁故の深い関係にあり、かつ坊津は近衛家の荘園地であったことから、配流とはいえ厚くもてなされたという。近衛信輔は坊に居住している間に坊津の風景を詠んだ「坊津八景」を記している。

### 近世

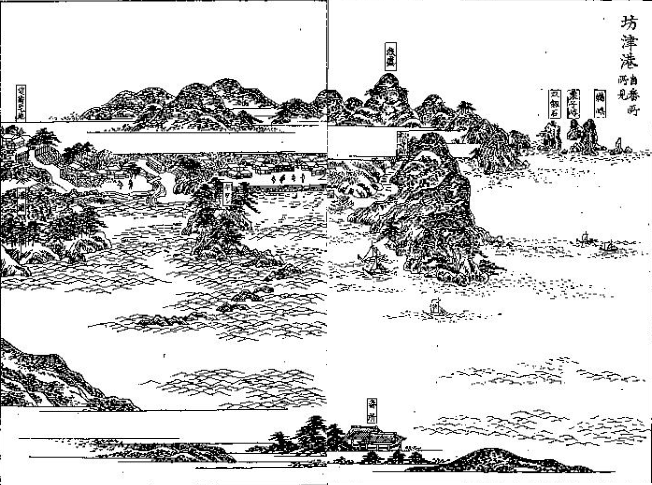
坊津港の絵図（三国名勝図会）

坊津は古くから海外との交易が盛んであり、元和7年（1621年）成立の中国の兵法書『武備志』において、坊津は伊勢国安濃郡（現在の三重県津市）の安濃津、筑前国（現在の福岡県福岡市）の博多津と並び日本三津の一つとして挙げられ、同書中に「日本に三津坊津を総路と為す」と記載される程に中国においても知れ渡っている港であったという。また、薩摩藩でも特に重要な港であり、港の監視を行う津口番所が現在の坊津歴史資料センター輝津館付近に設置されていた。津口番所では異国船や特に薩摩藩が禁制としていた一向宗教徒とキリスト教徒の取締りが重点的に行われていた。一向宗教徒は上陸を禁じられ、キリスト教徒は鹿児島城下に送られたという。
また久志には鶴食崎と陣ケ岳に異国船の監視を行う遠見番所が設置されており、弘化3年ごろに藩主島津斉彬の命により薩摩藩領の重要地に砲台が建造されることとなり、嘉永年間頃に久志に砲台が建造された。また秋目の塩屋にも遠見番所が設置された。
また薩摩藩の統治機構である外城制による郷（外城）は、坊村と泊村の区域より坊泊郷、久志村1村の区域より久志郷、秋目村1村の区域より秋目郷がそれぞれ構成された。明暦3年（1657年）頃には秋目郷と久志郷が合併し久志秋目郷となり地頭館は久志に置かれた。明治2年には久志秋目、坊泊、鹿籠の3郷が合併し南方郷が発足し秋目村は南方郷に所属することとなった。
寛永12年（1635年）の鎖国令以降は薩摩藩の密貿易の拠点として栄えた。鎖国制度が取られて以降も享保年間に発生した「享保の唐物崩れ」と呼ばれる幕府の一斉摘発まで交易による賑わいは続いたという。「享保の唐物崩れ」により海外との交易が落ち込んだ坊津は漁港となり、カツオ漁を中心とした漁村となった。
明治5年に大区小区制が施行され、南方郷は第19大区となり、坊村と泊村、久志村と秋目村でそれぞれ1つの小区が組織された。1879年（明治12年）に郡区町村編制法が施行されたのに伴って、坊村と泊村の戸籍の事務などを行う戸長役場が坊村の一乗院跡に、久志村と秋目村の戸長役場が久志村にそれぞれ設置された。町村制施行直前には久志村、秋目村、坊村、泊村の各村を管轄していた戸長役場が4村の地理的に中心に位置していた久志村に統合されたという。ただ、経済的に規模の大きい坊泊から久志にある戸長役場までの交通は不便であり、坊泊地区への移転を主張する意見もあったが、久志・秋目は地理的中心地から移転するのは不平等であるとして反対した。

### 近代

坊津町域の地図。大字は北から秋目（飛地）、久志、泊、坊の順であった。

1889年（明治22年）4月1日に町村制が施行されたのに伴い、南方郷の西部にある坊村、泊村、久志村、秋目村の区域を以て川辺郡西南方村（にしみなみかたむら）が成立した。西南方村の役場は4村の地理的中心地である大字久志に設置された。
西南方村が成立したのちも旧来の村の単位で戸主会や総代会が組織された。戸主会や総代会は区有財産の管理を行っていたほか、地域住民の代弁者として村政に対して強い発言権を有するものとなっており、戸主協議会や総代会は町村制における自治体と同等の規約を制定し、強力な財力を基に地場産業の振興開発や地域住民の生活の向上のための事業が行われた。大字坊及び大字泊から構成される坊泊地区においては漁業に関しては資本を集約し会社を設立してブリの養殖やカツオ漁、製氷業、鰹節加工を行っていたという。大字秋目では他の西南方村の各地域から見て西加世田村大字大浦（現在の大浦町）を挟んだ飛び地となっており、かつ交通の便が非常に悪かったことから人的交流が少なく強い自治意識が生まれたという。
1907年（明治40年）には秋目の住民から、西南方村から分離し人的経済的な交流があった西加世田村（のちの笠沙町と大浦町）に編入したい旨が提議されたが、その後秋目出身の丸野氏が西南方村長に就任したことにより、一旦この問題に関しては終息した。
第二次世界大戦中には本土決戦に備え、坊泊海岸に大日本帝国海軍の海上特別攻撃隊の部隊、大日本帝国陸軍第百四十六師団（護南部隊）の一部、坊ノ岬灯台にも灯台部隊が駐留していた。1945年（昭和20年）8月7日にはアメリカ軍のB-29によって久志の今村地区、塩屋地区に対して爆撃が行われ、死者は出なかったものの198戸が焼失した。
1953年（昭和28年）には西南方村が名称を変更し坊津村（ぼうのつむら）となった。この村名変更に際して「坊津村」への名称変更を推進する坊と泊の住民に対して、秋目と久志の住民は「坊津以外であれば何でもよい」として反対した。この結果村議会で紛争し、最終的には村議会は坊泊と秋目久志に分村を議決する事態に発展した。分村が議決されたことに伴い西南方村は鹿児島県に対して分村申請書を提出したが、申請を受けた鹿児島県は坊泊は経済的に自立可能であるが、秋目と久志は経済的に自立不可能であるとして申請を認めなかった。その後1953年（昭和28年）に地域住民間の感情的な対立が解けたとして、村議会において村名の変更の件が議決されたという経緯がある。
また、村名変更時には町制施行要件を満たしていたが、村名変更と同時に栗野地区が枕崎市への編入を望む動きがあったため、町制施行はいったん保留となったが円満に解決したとされ、名称変更の2年後の1955年（昭和30年）に町制施行し坊津町となった。
2005年（平成17年）11月7日に坊津町が加世田市、金峰町、笠沙町、大浦町と新設合併し新たに南さつま市が設置され、これにより自治体としての坊津町は消滅した。

### 行政区画の変遷
- 1889年（明治22年）4月1日 - 町村制施行により、川辺郡秋目村・久志村・泊村・坊村の区域より西南方村が成立。
- 1953年（昭和28年）10月15日 - 坊津村に改称。
- 1955年（昭和30年）11月1日 - 町制を施行し、坊津町となる。
- 2005年（平成16年）11月7日 - 加世田市・川辺郡笠沙町・大浦町・日置郡金峰町の1市4町と新設合併し、南さつま市が発足[51]。同日坊津町廃止。

## 行政

### 組織

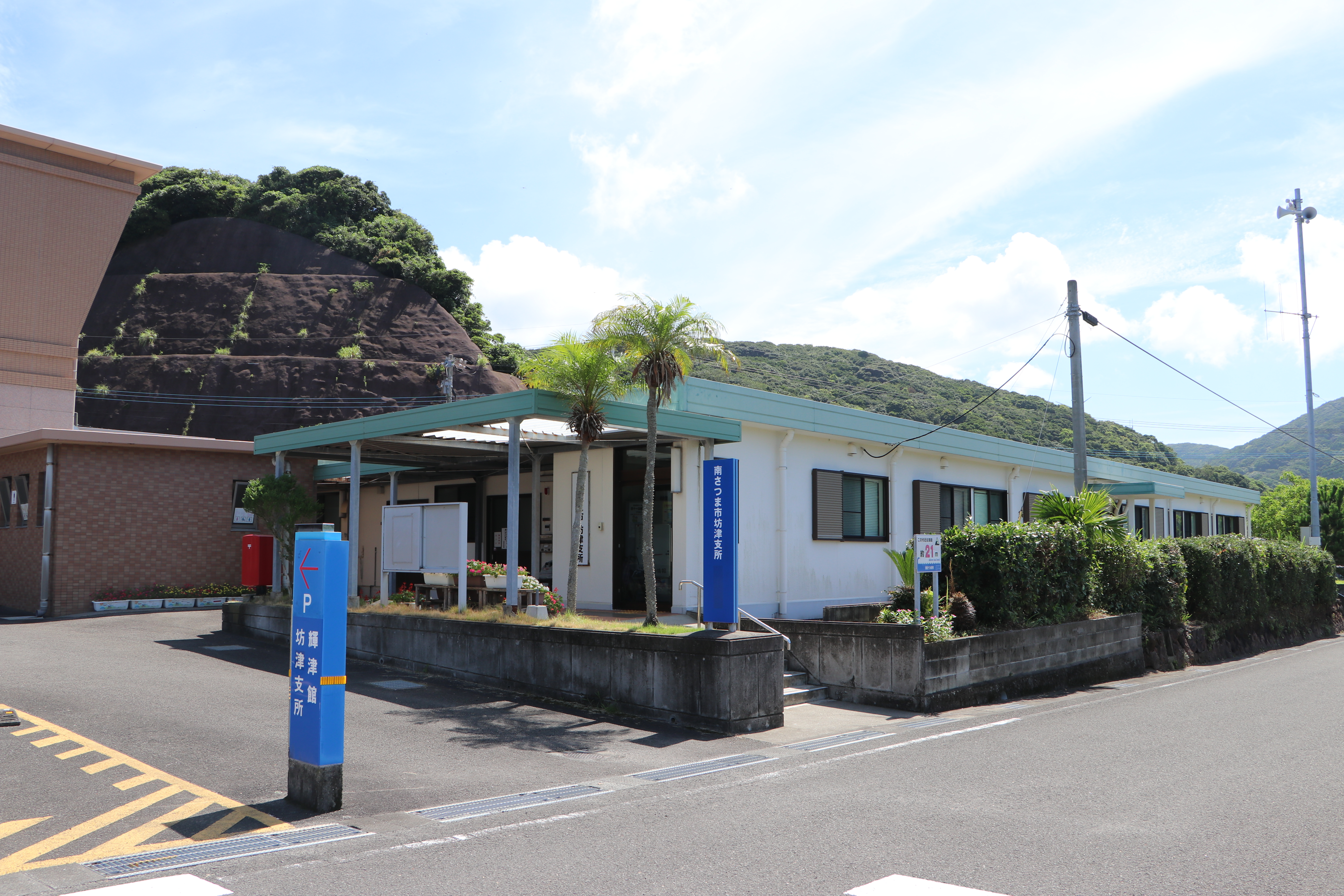
坊津町役場坊泊支所であった現在の南さつま市立坊津支所（2020年撮影）

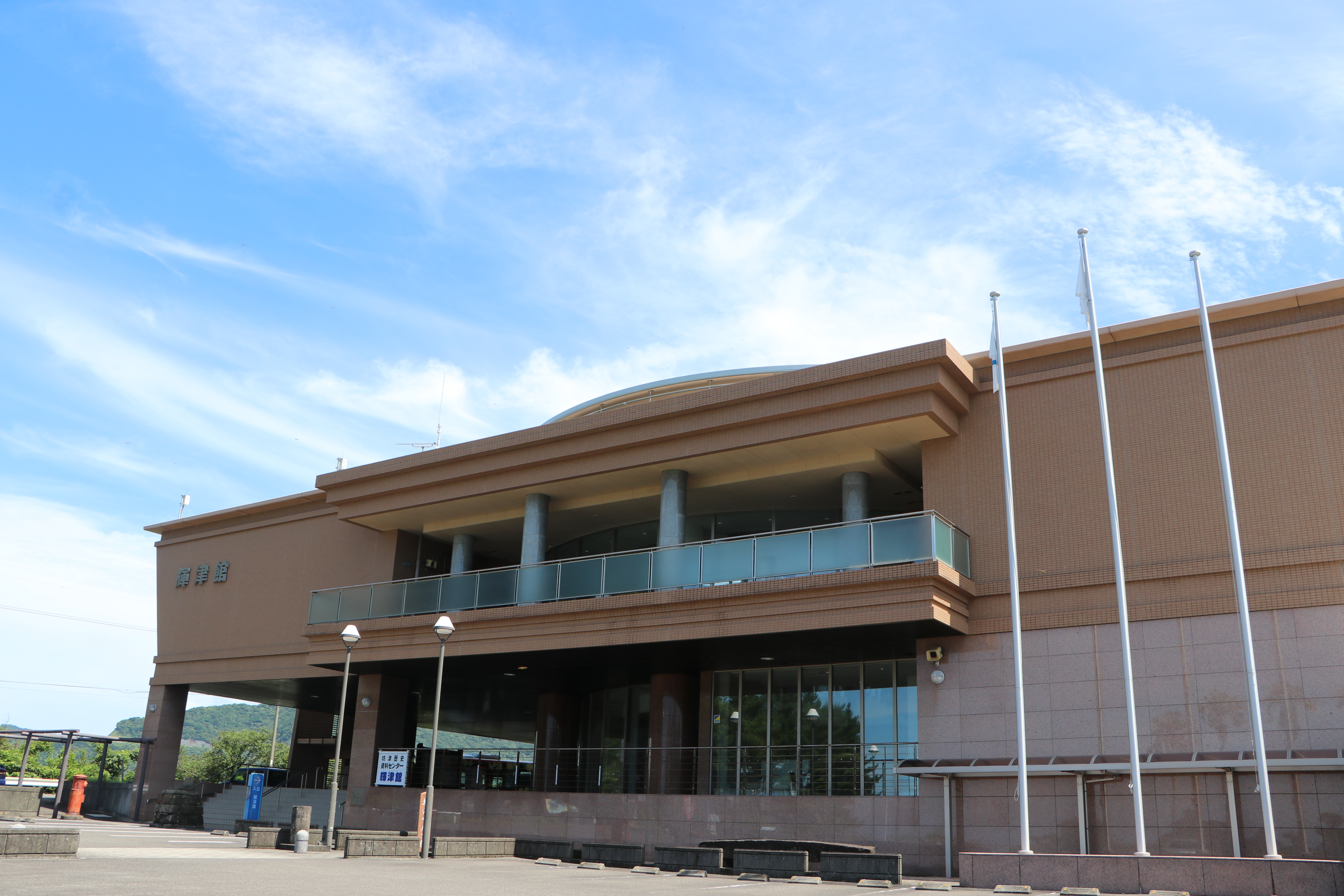
坊津歴史資料センター輝津館

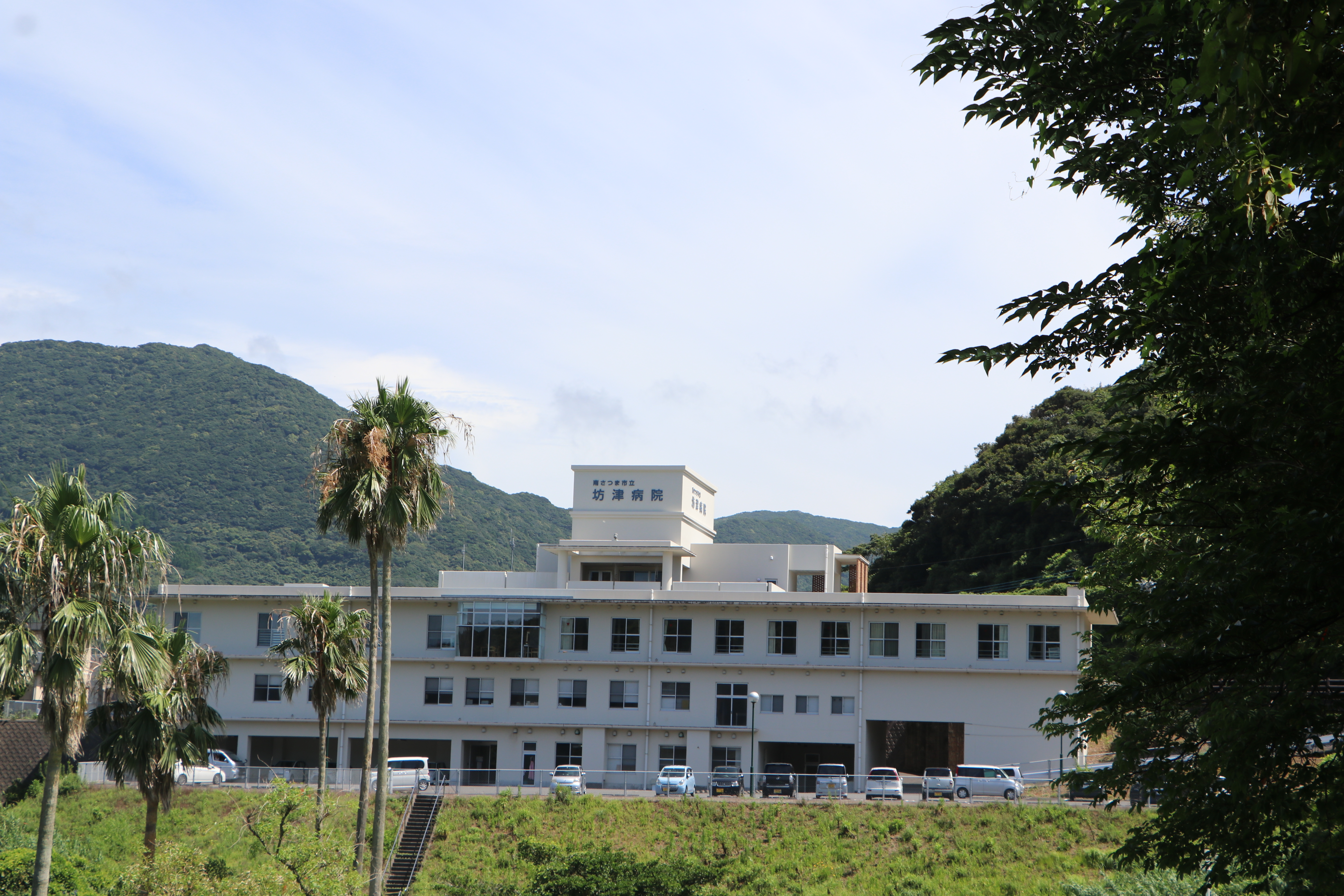
旧坊津町立病院（現在の南さつま市立坊津病院）

「川辺地区合併協議会」の資料によれば2004年（平成16年）時点の坊津町の行政組織は以下のとおりである。
- 町長
  - 助役
    - 本所
      - 総務課
      - 税務課
      - 町民課
      - 保健課
      - 経済課
      - 建設課

    - 支所（坊泊支所）
      - 税務課
      - 町民課
      - 保健課
        - 秋目僻地出張診療所

      - 経済課
      - 観光課
        - 歴史資料センター輝津館

      - 建設課
      - 特別養護老人ホーム

    - 収入役
      - 会計課

  - 町立病院

### 一部事務組合
坊津町が加入していた一部事務組合は以下のとおりである。
- 枕崎地区消防組合
- 枕崎地区衛生管理組合
- 南薩介護保険事務組合

## 姉妹都市
- 三津交流会議 - 福岡県福岡市、三重県津市（1987年7月15日締結）[54][55]

## 経済

### 産業
- 主な産業：農業、漁業

## 地域

### 教育

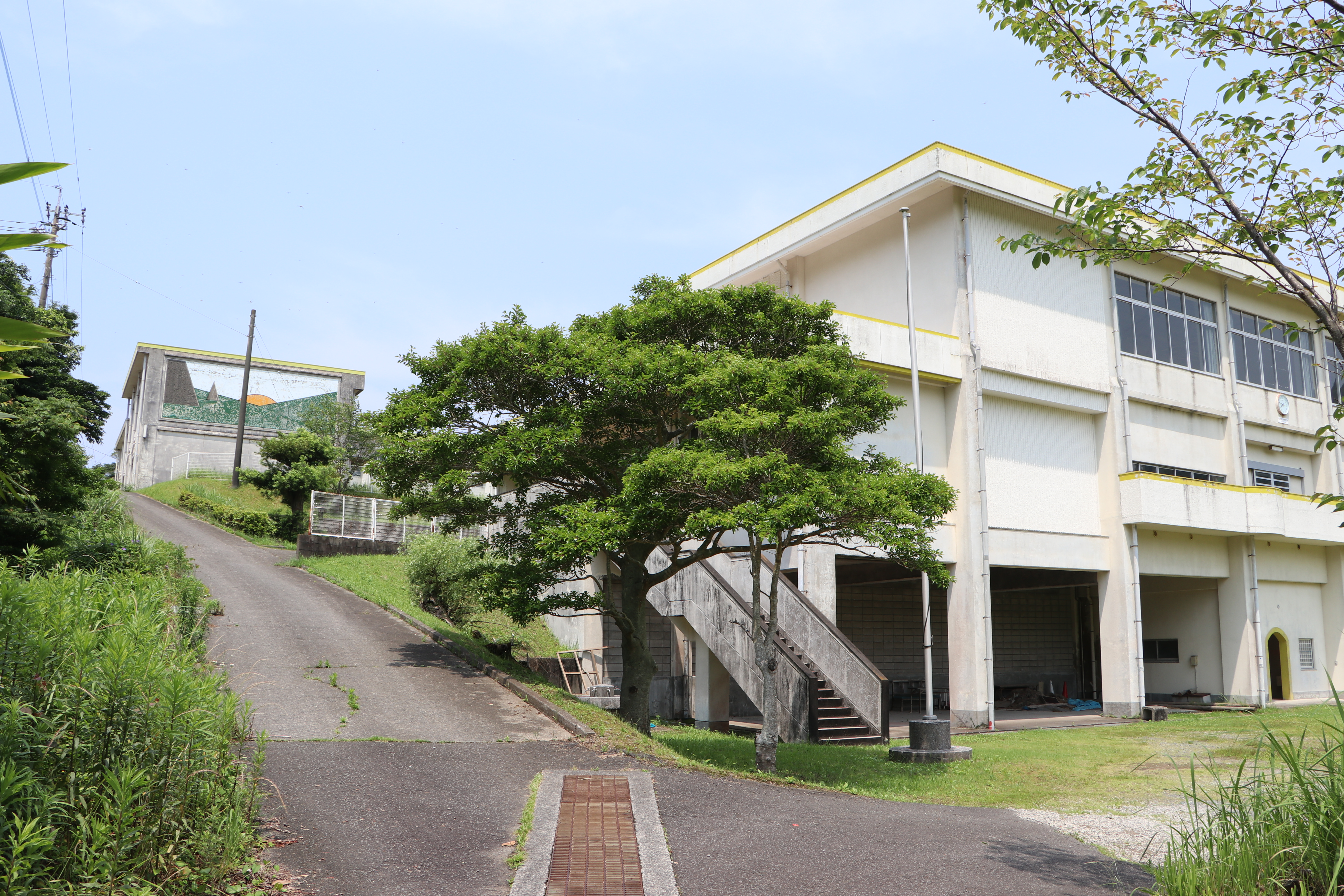
坊津町立久志中学校

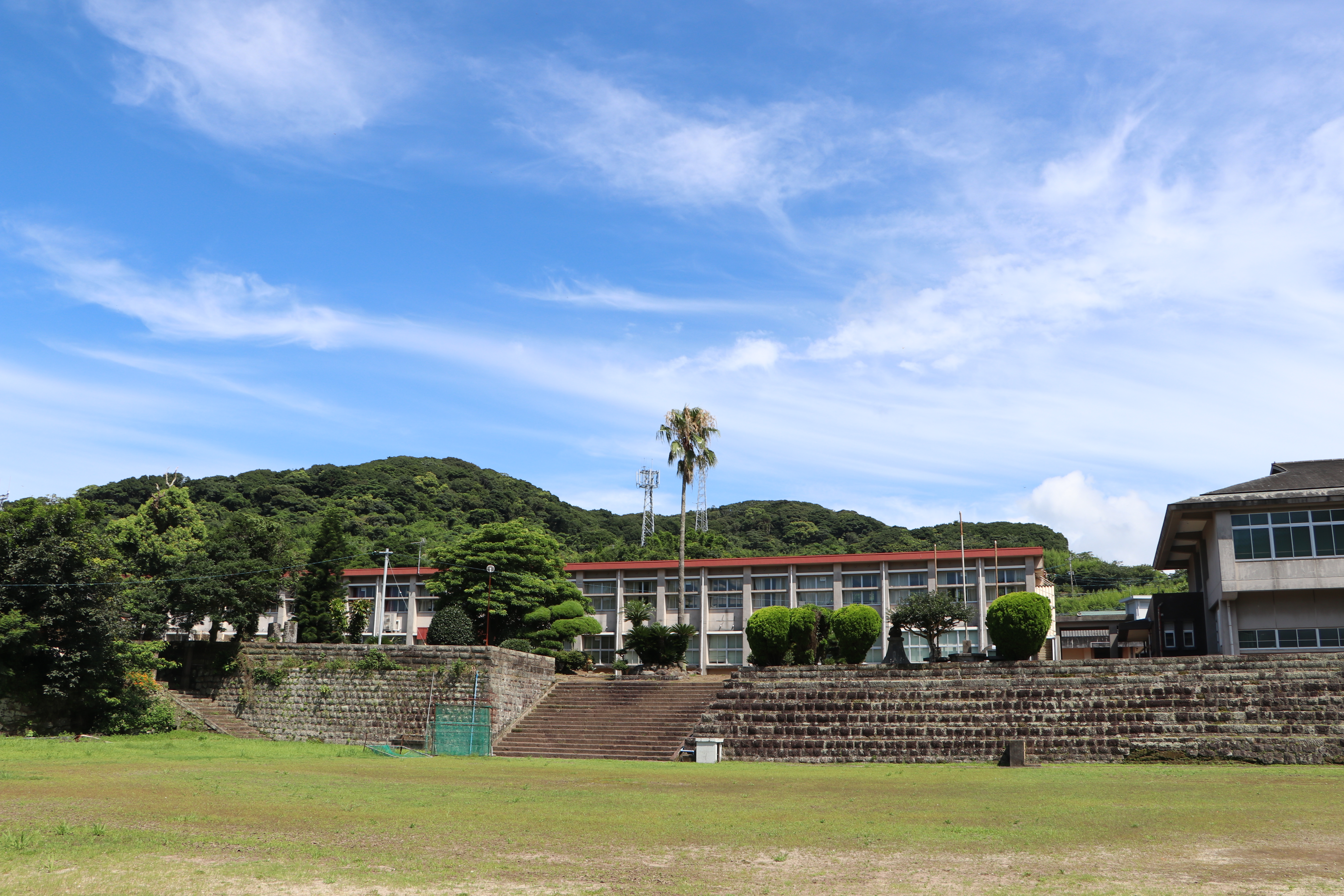
坊津町立坊泊小学校

2005年（平成17年）時点では中学校2校、小学校4校が設置されており、かつては高等学校2校（町立・私立）が設置されていた。市町村合併後の2010年（平成22年）に4小学校及び2中学校をそれぞれ合併し、南さつま市立坊津学園中学校、南さつま市立坊津学園小学校が設置され、2013年からは施設一体型の小中一貫校、2017年からは義務教育学校へ移行し、南さつま市立坊津学園となっている。また、1977年（昭和52年）には学校法人玉川学園玉川大学の農場が久志に設置された。

#### 小学校
- 坊津町立坊泊小学校
- 坊津町立久志小学校
- 坊津町立清原小学校
- 坊津町立栗野小学校

上記4校は、合併後の2010年（平成22年）に南さつま市立坊津学園小学校へ統合されている。

#### 中学校
- 坊津町立坊泊中学校
- 坊津町立久志中学校

#### 高等学校
- 坊津町立坊津高等学校（1948年 - 1963年）[57]
- 学校法人玉川学園久志高等学校（1948年 - 1979年）[58][59]
久志出身の教育者である小原國芳が創設した玉川学園によって設置された私立の高等学校である[58][59]。

## 交通

### 空港
- 最寄り空港は鹿児島空港。

### 鉄道
町内を鉄道は走っていない。最寄りとなる鉄道駅は九州旅客鉄道（JR九州）指宿枕崎線枕崎駅。

### バス路線

#### 一般路線バス
- 鹿児島交通
  - 枕崎市 - 坊津町

- 鹿児島交通
  - 加世田市 - 坊津町

### 道路

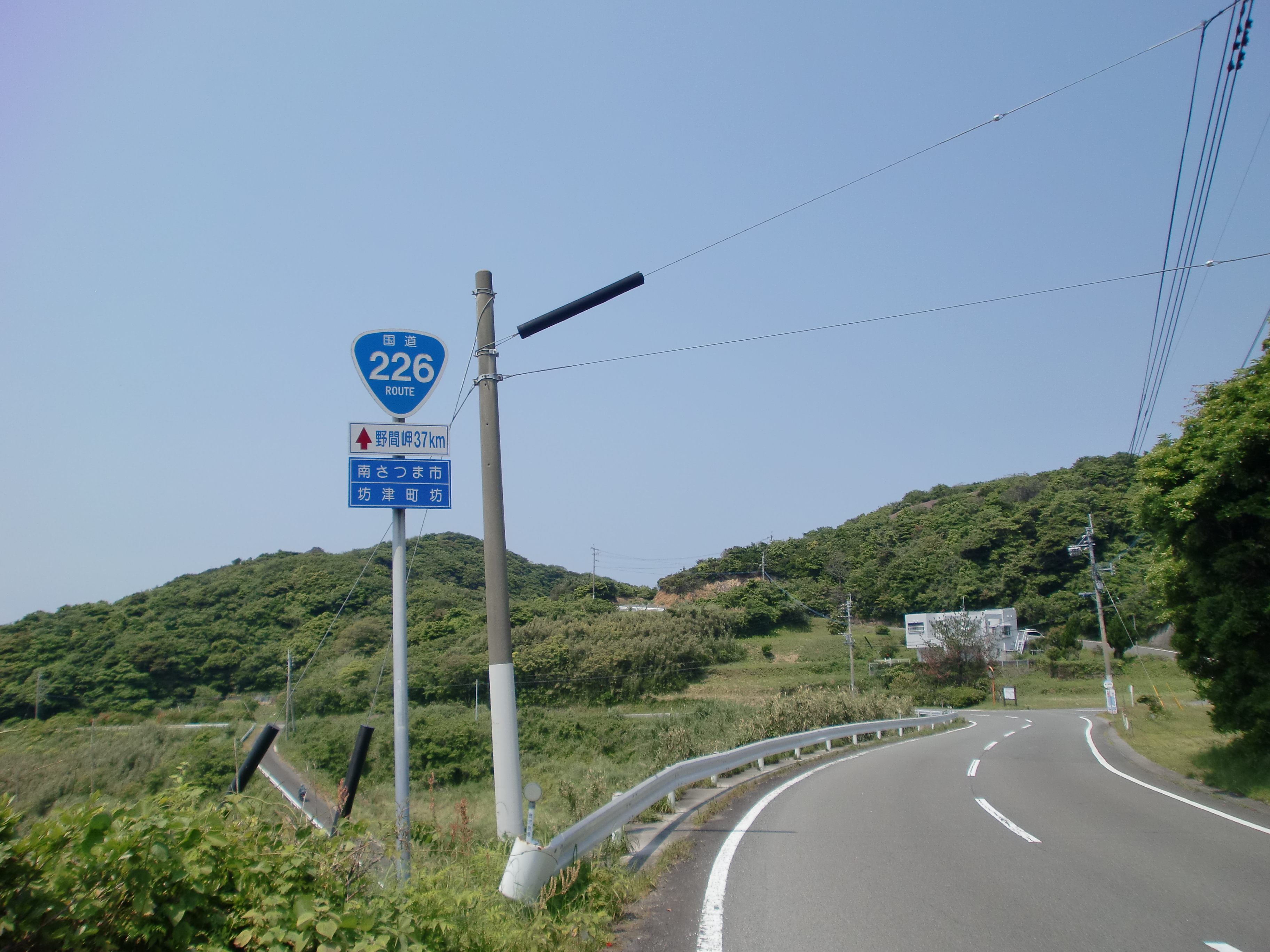
国道226号（坊付近）

- 2005年現在の最寄りインターチェンジは指宿スカイライン川辺IC。

#### 一般国道
- 国道226号

#### 一般県道
- 鹿児島県道268号寺ヶ崎坊線
- 鹿児島県道269号坊之津久木野線
- 鹿児島県道270号久志上津貫線
- 鹿児島県道271号秋目上津貫線
- 鹿児島県道272号久志大浦線

## 坊津町出身の著名人
- 中村嘉寿（衆議院議員、著述家）

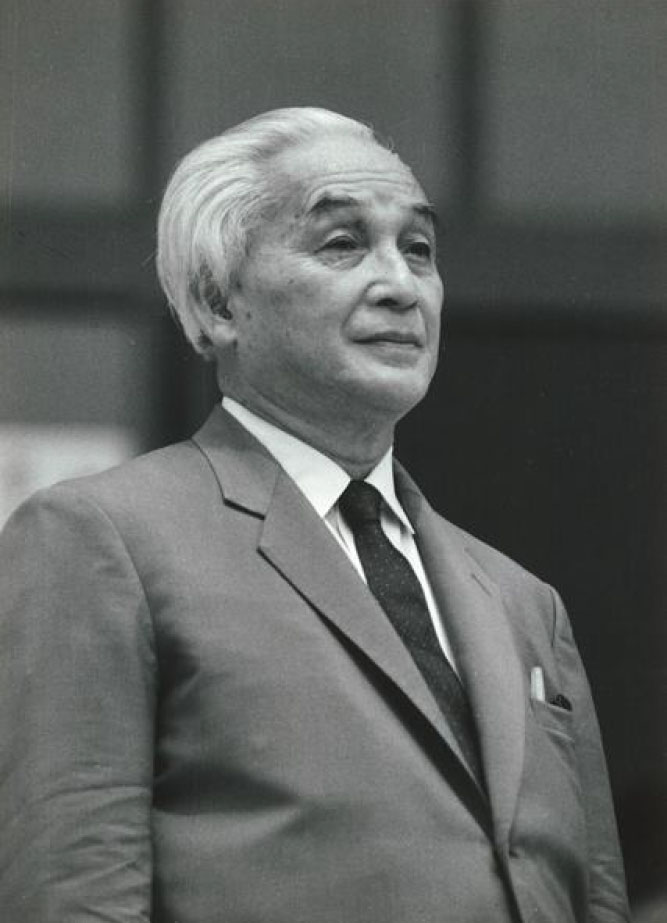
玉川学園創設者である小原國芳。かつては久志に玉川学園が高等学校を設置していた。

- 小原國芳（教育学者、学校法人玉川学園創設者）
- 原耕（衆議院議員、医師）
- 原捨思（衆議院議員、漁業家）
- 鳥濱トメ（食堂経営者、「特攻の母」として有名）
- 金倉円照（インド哲学者、仏教学者）
- 本坊輝雄（政治家、南さつま市長）
- 有馬晴海（政治評論家）
- 青野毅（プロ野球選手）
- 大谷龍次（プロ野球選手）
- 中川喜次郎（実業家）

## 名所・旧跡・観光スポット・祭事・催事
- 鑑真記念館
- 坊津歴史資料センター輝津館
- 十五夜行事（国の重要無形民俗文化財）

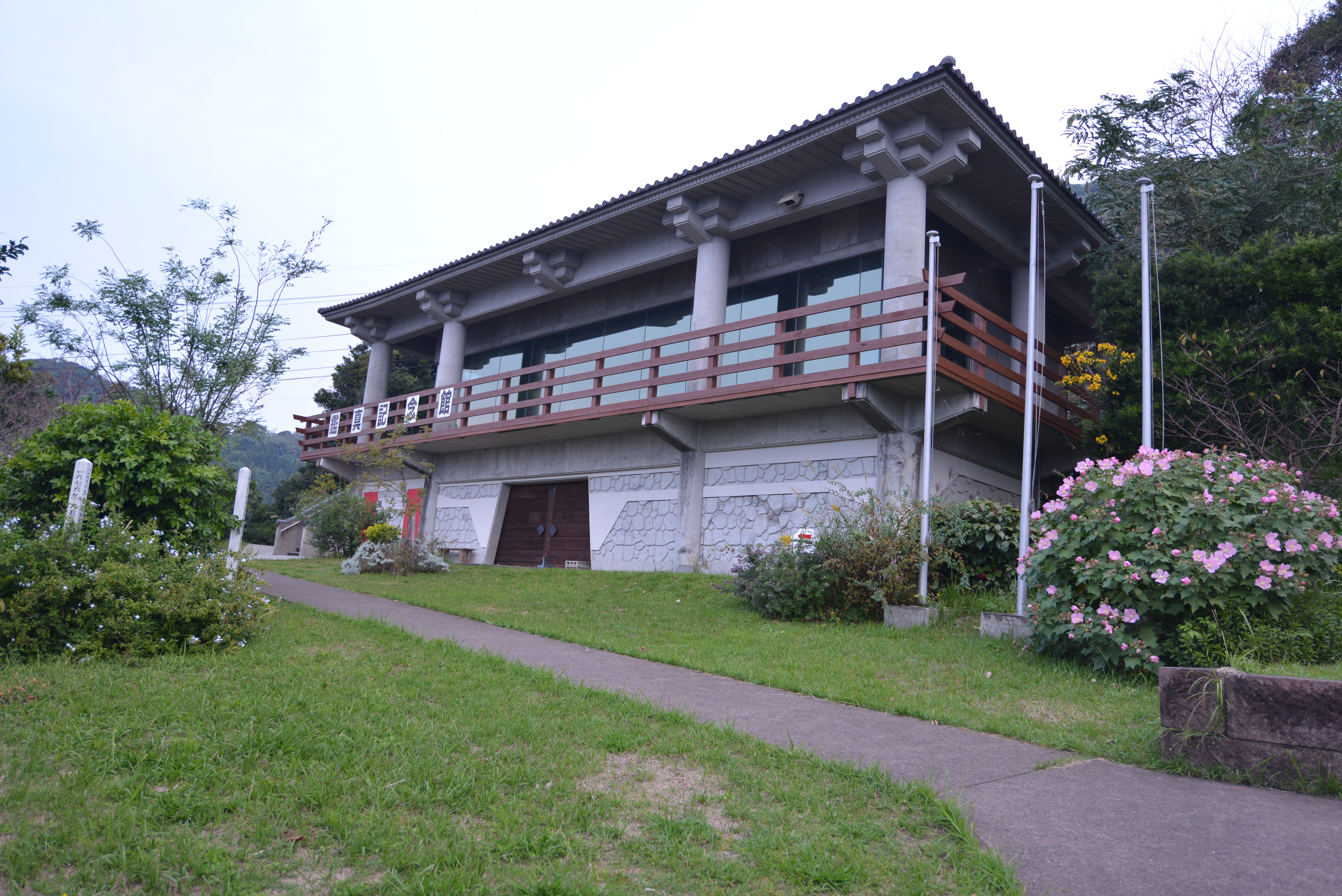
鑑真記念館

- 一乗院跡（現在は旧坊泊小学校で門前に仁王像のみ残る。）
- 近衞屋敷跡・近衞公園(近衞文麿に依る碑も建立。お手植えの藤は季節に花を咲かせる。)
- ほぜどん
- 唐カラ船まつり
- 丸木浜海水浴場
- 寺田旅館（現存する密貿易商人の屋敷）
- 鳥浜屋敷（現存する密貿易の豪商の屋敷）
- 寺田旅館から鳥浜屋敷の周辺は、古い石畳が残り薩摩の街並みを堪能出来る。

## 坊津町が登場する作品

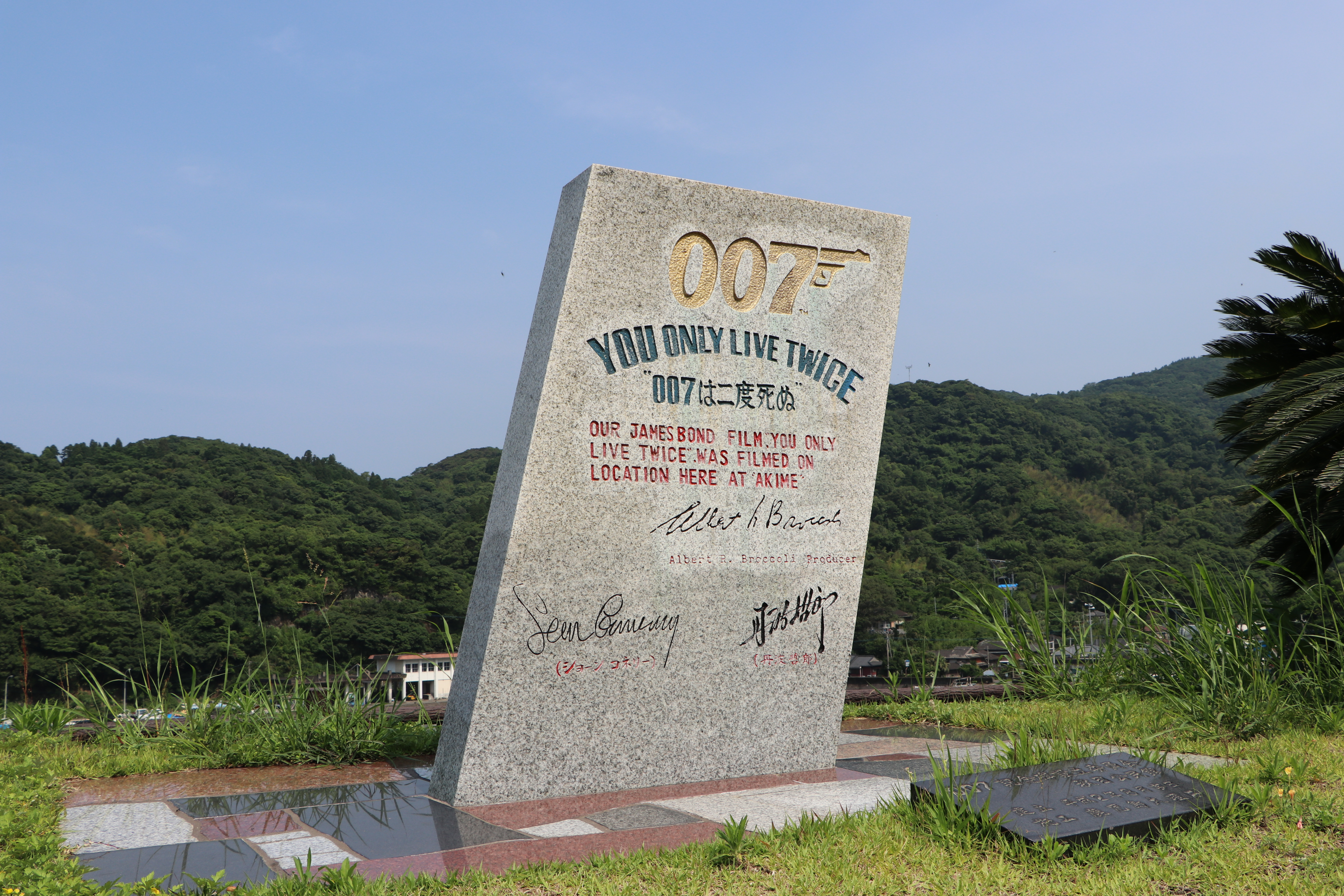
『007は二度死ぬ』の撮影記念碑。出演者であるショーン・コネリー、丹波哲郎のサインがある

- 『六十余州名所図会 薩摩 坊ノ浦 雙剣石』 - 歌川広重作の「双剣石」を描いた浮世絵木版画である[60]。
- 『坊津八景』 - 近衛信輔が坊津の風景について詠んだ八景題材の和歌である。
- 『桜島』、『幻化』 - 梅崎春生の小説。
- 『007は二度死ぬ』（You Only Live Twice）
『007』シリーズ映画「第5作」である[61]。1967年（昭和42年）にイギリス、アメリカ合衆国、日本にて公開された[62]。日本各地でロケが行われ、秋目が「神戸と上海の間にある島」という設定で劇中に登場した。ロケは1966年（昭和41年）8月に行われ、出演者は指宿に宿泊し毎日ヘリコプターで秋目に通ったという[63]。出演者であるショーン・コネリー、丹波哲郎の直筆サイン入りの撮影記念碑が1990年（平成2年）に鑑真記念館付近の国道226号沿線の海沿いに設置されている[62]。
- 『男はつらいよ 寅次郎真実一路』 - 1984年に公開された映画。『男はつらいよ』シリーズの第34作。